# Tela retina

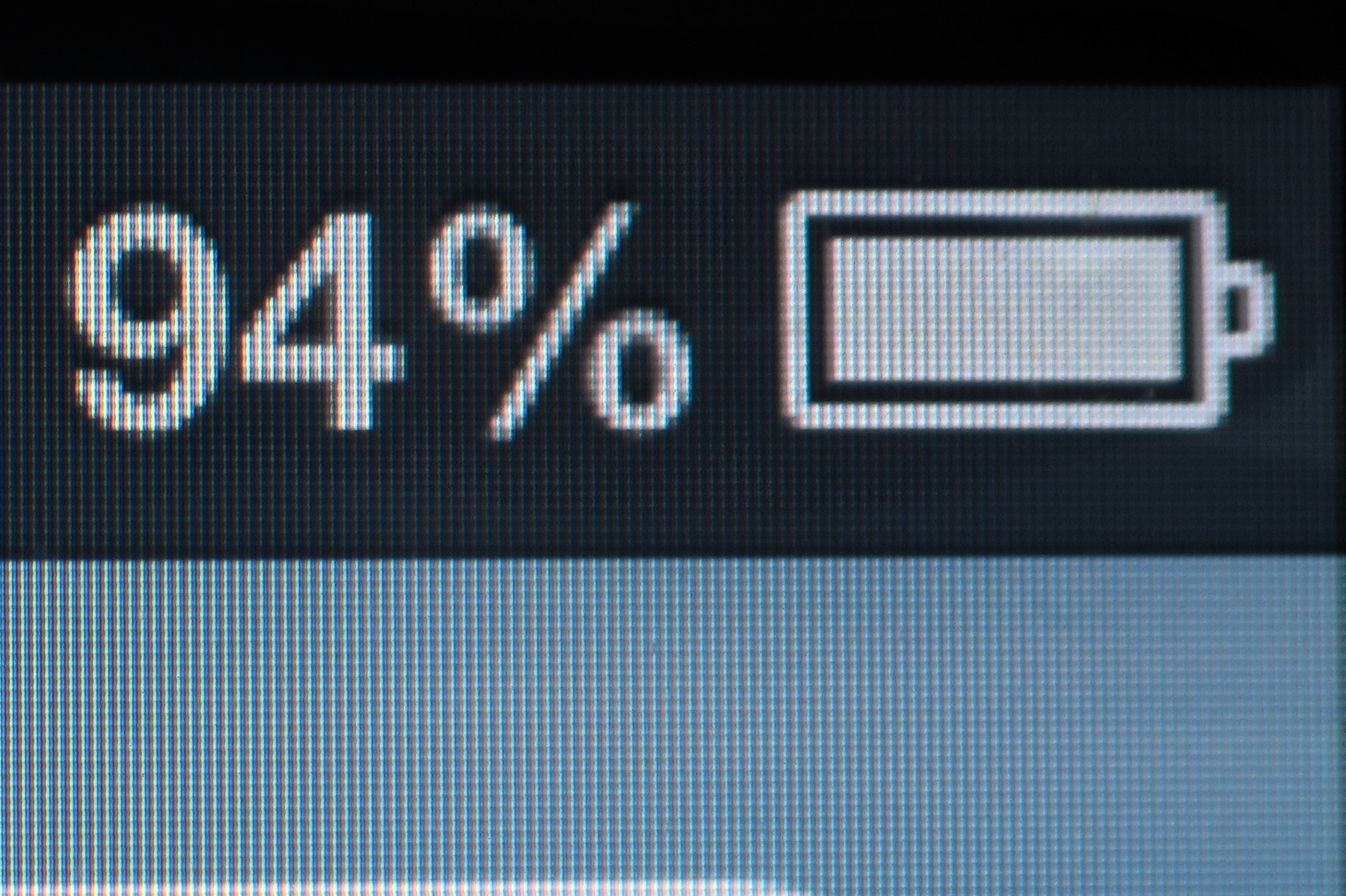
Tela Retina do iPhone 4. Os pixels não são visíveis a uma distância normal de visualização.

Tela retina (português brasileiro) ou ecrã retina (português europeu) (em inglês: Retina Display) é o nome comercial usado pela Apple para as telas LCD, IPS e OLED que apresentam uma densidade de pixels suficiente para o olho humano não ser capaz de perceber a pixelação a uma distância padrão. A Apple solicitou o registro do termo "Retina" como marca registrada para computadores e dispositivos móveis no Escritório de Patentes e Marcas dos Estados Unidos e no Canadian Intellectual Property Office. Os pedidos foram aprovados em 2012 e 2014, respectivamente. O termo é usado em vários produtos da Apple como Apple Watch, iPhone, iPad, iPod Touch, MacBook, MacBook Air e MacBook Pro. A distância padrão de visualização varia de aparelho para aparelho, o que faz com que a definição da tela retina também seja variável.

## Definição
A definição de uma tela retina seria calculada com base na acuidade visual humana, ou seja, na capacidade do olho distinguir dois pontos separados por um minuto de arco (1/60 grau), o que equivaleria a cerca de 300 pontos por polegada a cerca de 25 ou 30 centímetros de distância, conforme proposto pela Apple. Porém, de acordo com especialistas, uma resolução de 286 ppi já seria suficiente para atender à visão 20/20 perfeita de um olho humano. Isso transforma a medida em uma relação variável entre distância do olho e a tela, ao contrário de outras formas de medição, como a resolução de tela ou a densidade de pixels (DPI).